# Мистерии (фильм, 1978)
«Мисте́рии» (нидерл. Mysteries) — нидерландский кинофильм, экранизация одноимённого романа Кнута Гамсуна.

## Сюжет
Действие фильма происходит в XVIII веке. В отдалённый прибрежный городок прибывает эксцентричной скрипач Юхан Нагель. Нагель изображает богатого и обаятельного человека и рассказывает интересные и причудливые истории. Это делает его желанным гостем в домах местных жителей. Он влюбляется в соблазнительную вдову Дагни Хьеллан.

## В ролях
- Сильвия Кристель
- Рутгер Хауэр
- Дэвид Раппапорт — карлик